# Chansons populaires de France
Albums de Yves Montand
Yves montand chante ses derniers succès
(1954) Je Soussigné Yves Montand
(1956)
Chansons populaires de France est un album du chanteur et acteur français Yves Montand, sorti en 1955.
Pour ces interprétations, Yves Montand est accompagné par Bob Castella et son orchestre, les Rythmes
L'album est réédité en CD en 1992 par Sony Music Special Marketing.

## Liste des titres
| A1. | Le roi Renaud de guerre revient            | Chanson traditionnelle française (ménestrel) | 4:33 |
| A2. | La complainte de Mandrin                   | Chanson traditionnelle (XVIIIe siècle)       | 3:58 |
| A3. | J'avions reçu commandement                 | Chanson traditionnelle (XVIIIe siècle)       | 1:57 |
| A4. | Aux marches du palais                      | Chanson traditionnelle (XVIIIe siècle)       | 3:52 |
| A5. | Le Roi a fait battre tambour               | Chanson traditionnelle (XVIIIe siècle)       | 3:19 |
| A6. | Chanson du capitaine (Je me suis t'engagé) | Chanson traditionnelle (XVIIIe siècle)       | 3:38 |

| B1. | Le soldat mécontent                                | Chanson traditionnelle (XVIIIe siècle)     | 3:06 |
| B2. | Les canuts                                         | Aristide Bruant                            | 2:20 |
| B3. | Le Temps des cerises                               | J.B. Clément - A. Renard                   | 4:39 |
| B4. | La Butte rouge                                     | Montéhus - G. Krier                        | 3:48 |
| B5. | Giroflé, Girofla                                   | Chanson traditionnelle (XIXe siècle)       | 2:01 |
| B6. | Le Chant de la libération (Le Chant des partisans) | Maurice Druon - Joseph Kessel - Anna Marly | 3:52 |